# Madonna mit dem langen Hals
Die Madonna mit dem langen Hals (ital.: Madonna dal collo lungo) ist ein Gemälde von Parmigianino. Es entstand in der ersten Hälfte des 16. Jahrhunderts in der Stilrichtung des Manierismus und gilt als eines der bedeutendsten Kunstwerke dieser Richtung. Darüber hinaus ist es das bekannteste oder vielmehr das „berüchtigtste“ Gemälde des Künstlers.

## Geschichte
Geschaffen wurde das Bild als Auftragsarbeit für eine Kirche der Serviten in Parma. Es blieb allerdings unvollendet, was am Bildhintergrund rechts hinter der Madonna zu erkennen ist. Das kann am frühen Tod Parmigianinos 1540 gelegen haben. Als möglicher Zeitraum für die Entstehung werden verschiedene Jahre zwischen 1532 bzw. 1534 und 1540 genannt; die Literatur geht meistenteils von einer Entstehung um 1534/1535 aus. Bis zu seinem Tod 1540 befand sich das Werk in der Werkstatt des Künstlers. 1698 erwarb Ferdinando de’ Medici das Gemälde.

## Kunstgeschichtlicher Hintergrund und Aufbau
Parmigianino war Schüler Correggios, was auch an der Figurgebung des Gemäldes zu erkennen ist. Er übernahm aber nicht dessen farbliche Darstellungsweise. Das Bild ist – ganz dem sich vom tradierten Kanon der zeitgenössischen Hochrenaissance lösenden Manierismus entsprechend – unorthodox aufgebaut. Dargestellt ist Maria mit dem schlafenden Jesuskind auf dem Schoß. Sie sind umgeben auf der linken Seite von einer das Kind betrachtenden Gruppe Engel sowie auf der rechten Seite unten von einer Prophetenfigur. Es handelt sich bei der Figur möglicherweise um den Hl. Hieronymus. Er entrollt eine Schriftrolle. Die Gruppe der Engel hat keine Entsprechung auf der Gegenseite, lediglich die Säule mit der angedeuteten Säulenreihe bildet ein Gegengewicht. Diese Art der Komposition wird als bewusste Abkehr vom Prinzip der harmonischen Komposition verstanden, sozusagen als „Verzicht auf ein logisches Raumgefüge“. Dem entspricht auch die Darstellung der kleinen Prophetenfigur, obwohl die sich in die Tiefe verlängernde angedeutete Säulenreihe die Distanz zur Hauptgruppe etwas verringert.

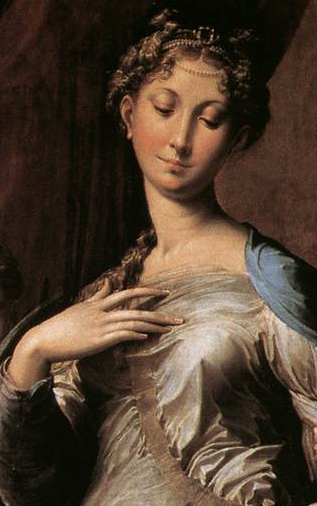
Detail des Oberkörpers und des Kopfes der Madonna mit seinem reichen Haarschmuck

## Darstellungsweise und Einzelheiten
Die Madonna wie auch das Jesuskind und der Prophet sind in die Länge verzerrt dargestellt, von der Überlänge des Halses der Maria hat das Bild auch seinen Namen. Auch diese Darstellung der Figuren entspricht der Abkehr von tradierten Darstellungen, das Prinzip der Künstlichkeit der Darstellung ist gleichgestellt mit der übersteigerten Eleganz der Figuren. Vieles an dem Gemälde gibt der kunstgeschichtlichen Forschung Rätsel auf. Die Säule, sie ist ohne Kapitell dargestellt, kann eine Andeutung des Stalles zu Bethlehem sein, in dem Jesus geboren wurde. Das Jesuskind liegt im tiefen an den Tod gemahnenden Schlaf. Im Zusammenhang damit kann dann auch die Figur des Propheten gesehen werden, der das Kommen Jesu Christi ankündigt. Unklar ist auch die Bedeutung der eiförmigen Vase am linken Bildrand. Sie kann sowohl ein alchemistisches Gefäß zur Herstellung von Gold darstellen – Parmigianino befasste sich in seinen letzten Lebensjahren intensiv mit dieser Thematik und vernachlässigte auch die Malerei darüber – aber auch eine aus der Dichtung stammende Andeutung, da dort gelegentlich Schultern, Hals und Kopf einer Frau mit einer vollkommen gearbeiteten Vase verglichen werden. Die Figur der Maria ist neben der Verzerrung in die Länge auch leicht gedreht dargestellt: Ihr Zustand scheint sich wegen der fehlenden Darstellung eines Thrones zwischen Sitzen und Stehen zu befinden. Sehr ungewöhnlich ist auch die Darstellung ihres Gewandes. Es scheint sich wie ein nasses Tuch um den Körper zu legen und betont mehr das weibliche Element an der Figur, als etwas zu verhüllen.
Rolf Tomann bemerkt zum Gemälde: „Als Mystizist der Alchemie verschworen, lädt er (Parmigianino, Anm. des Verfassers) den Betrachter ein, sich mit in die zwar elegant erscheinende, aber tiefe, verschränkte, zuweilen melancholische Welt seiner Bilderfindungen hineinzuversteigen, in die bewusst unlogisch aufgebauten, irreal-verzauberten Räume seiner Bildhintergründe“.
Das Gemälde hängt heute mit einem weiteren Hauptwerk Parmigianinos, der Madonna di San Zaccaria, und weiteren Gemälden vornehmlich emilianischer Manieristen im Saal XXIX der Uffizien in Florenz.

## Trivia
In Wolf Haas’ 2025 erschienenem Roman Wackelkontakt wird das Bild erwähnt – eine der Protagonistinnen schreibt darüber ihre Dissertation.